# Andrzej Marek (burmistrz)
Andrzej Marek – polski prawnik, powstaniec styczniowy, w latach 1874–1878 burmistrz Myślenic.

## Życiorys
Brał udział w powstaniu styczniowym, wraz z braćmi Ignacym i Jakubem służył w oddziale Mariana Langiewicza. Pełnił funkcję sędziego wojskowego (audytora). Bracia brali udział w bitwach pod Miechowem, pod Pieskową Skałą i pod Grochowiskami, po internowaniu Langiewicza walczyli w oddziałach Apolinarego Kurowskiego i Józefa Miniewskiego biorąc udział w bitwie pod Krzykawką.
W 1864 ukończył studia prawnicze na Wydziale Prawa Uniwersytetu Jagiellońskiego z tytułem doktora praw. Był adwokatem krajowym. Był założycielem, a w latach 1873–1878 pierwszym naczelnikiem Towarzystwa Straży Ogniowej Ochotniczej w Myślenicach. W latach 1874–1878 był burmistrzem Myślenic. Za jego kadencji powstał w mieście cmentarz żydowski i planty, ukończono budowę szkoły oraz remont rynku, a także otwarto połączenie telegraficzne z Krakowem. Zdaniem Macieja Ostrowskiego za czasów burmistrza Marka Myślenice przeszły skok cywilizacyjny stając się, z malutkiego galicyjskiego miasteczka, ważnym ośrodkiem całego regionu.

## Upamiętnienie
W Myślenicach znajduje się ulica jego imienia, a na cmentarzu komunalnym na Stradomiu symboliczny pomnik nagrobny z krzyżem pamiątkowym. Jest także patronem OSP Myślenice Śródmieście. W Muzeum Niepodległości (dawniej Muzeum Regionalnym „Dom Grecki”) znajduje się gabinet burmistrza Andrzeja Marka. Jest jedną z pięciu osób upamiętnionych na tablicy Małopolskiego Szlaku Powstania Styczniowego w Myślenicach przy kościele św. Jakuba na Stradomiu.